# Фрай, Дуайт
Дуайт Илифф Фрай (англ. Dwight Iliff Frye; 22 февраля 1899 — 7 ноября 1943) — американский актёр театра и кино, наиболее известный по ролям в таких классических фильмах ужасов, как «Дракула», «Франкенштейн» и «Невеста Франкенштейна».

## Биография

### Ранняя жизнь и карьера
Фрай родился в Салайне, штат Канзас, учился на музыкальном факультете, впервые выступил на сцене в Денвере в качестве концертного пианиста. В 1922 году Дуайт Фрай дебютировал на Бродвее. В 1920-е годы он сделал себе имя как театральный актёр, часто играя в комедиях. В 1924 году он сыграл сына в спектакле Луиджи Пиранделло «Шесть персонажей в поисках автора». В 1926-1927 годах он играет на сцене вместе с Белой Лугоши в комедии «Дьявол в сыре». У него была оригинальная манера игры, схожая с игрой Лугоши, которой Фрай восхищался, он так же старался вжиться в свою роль на сцене. Спустя годы одна из его партнёрш по сцене говорила, что Фрай был актёром «с оригинальным методом». В 1928 году Фрай женится на актрисе и танцовщице Лауре Мэй Булливант. В 1930 году у пары родился сын Дуайт Дэвид Фрай.
Хотя у него было несколько второстепенных комедийных ролей в немых фильмах, с приходом звука Фрай начинает играть злодеев и к нему приходит небольшая известность. Прозванный «Человеком с тысячеваттным взглядом» и «человеком тысячи смертей», он специализировался на ролях психически неуравновешенных персонажей, включая одну из своих самых важных ролей в карьере, безумца Ренфилда в версии «Дракулы» Тода Браунинга 1931 года. На съёмках он познакомился и подружился с актёром Эдвардом Ван Слоуном, который оставался другом семьи даже после смерти Дуайта. Позднее в том же году Фрай сыграл горбатого помощника Фрица в фильме «Франкенштейн» (этого персонажа часто ошибочно путают с Игорем, сыгранным Белой Лугоши в картине «Сын Франкенштейна»).
Наиболее заметную роль Дуайт Фрай сыграл в 1933 году в фильме «Летучая мышь-вампир», совместно с Лайонелом Этуилом, Мелвином Дугласом и Фэй Рэй , здесь он исполнил роль Германа, полоумного, подозреваемого в убийстве. У него были запоминающиеся роли в "Человеке-невидимке" (1933) в качестве репортера и в "Преступлении доктора Креспи" (1935). В 1935 году Фрай снялся в продолжении фильма 1931 года «Невеста Франкенштейна», где исполнил роль Карла. Но, многие сцены с его участием были вырезаны из окончательной версии, и теперь они считаются утраченными.
В начале 1940-х годов Дуайт Фрай чередовал работу в кино и на сцене, появляясь в комедиях и мюзиклах. Второй мировой войны он внес свой вклад в военное дело, работая по ночам в качестве конструктора инструментов для самолётов Lockheed Aircraft.

### Смерть
7 ноября 1943 года Фрай умер от сердечного приступа в возрасте 44 лет во время поездки на автобусе в Голливуд, за несколько дней до того, как у него должны были начаться съёмки в фильме «Вильсон». Был похоронен на кладбище Форест-Лаун в Глендейле, Калифорния.

## Фильмография
- Ворота в Ад (1930)
- Человек человеку (1930)
- Чёрный верблюд (1931) — Джессап
- Дракула (1931) — Ренфилд
- Франкенштейн (1931) — Фриц
- Человек-невидимка (1933) — репортёр
- Невеста Франкенштейна (1935) — Карл
- Человек в железной маске — слуга
- Сын Франкенштейна (1939) — сельский житель
- Франкенштейн встречает человека-волка (1939) — Руди
- Сын Монте-Кристо  (1940) — секретарь Павлова (в титрах не указан)